# Nävelsjö socken
Nävelsjö socken i Småland ingick i Östra härad (före 1885 även en del i Västra härad), ingår sedan 1971 i Vetlanda kommun i Jönköpings län och motsvarar från 2016 Nävelsjö distrikt.
Socknens areal är 65,75 kvadratkilometer, varav land 63,50. År 2000 fanns här 415 invånare. Kyrkbyn Nävelsjö med sockenkyrkan Nävelsjö kyrka ligger i socknen. 

## Administrativ historik
Nävelsjö socken har medeltida ursprung.
Före 1885 hörde delar till Västra härad och Norra Sandsjö jordebokssocken: Lilla Bohult, Brantås, Ingarp, Lida, Nävelsjöås, Nöbbeled, Nöbbeledholm, Släthult, Spegelstorp, Varhester eller Malhester samt Ebbarp.
Vid kommunreformen 1862 övergick socknens ansvar för de kyrkliga frågorna till Nävelsjö församling och för de borgerliga frågorna till Nävelsjö landskommun. Landskommunen inkorporerades 1952 i Björkö landskommun som 1971 gick upp i Vetlanda kommun.
1 januari 2016 inrättades distriktet Nävelsjö, med samma omfattning som församlingen hade 1999/2000.  
Socknen har tillhört samma fögderier och domsagor som Östra härad. De indelta soldaterna tillhörde Kalmar regemente, Västra härads kompani och  Smålands grenadjärkår, Östra härads kompani.

## Geografi
Nävelsjö socken ligger kring Emån väster om Vetlanda. Socknen består odlingsbygd i dalgången och är i övrigt höglänt skogstrakt med höjder som når upp till 304 meter över havet.

## Fornlämningar
Några gravar från bronsåldern och sju järnåldersgravfält. Två runristningar är kända härifrån.

## Namnet
Namnet (1290 Nevilsyo), taget från kyrkbyn, innehåller förleden näf (näbb) syftande på den höjd kyrkan ligger på och efterleden sjö syftande på en tidigare sjö.

### Fotnoter
1. 1 2 3  Svensk Uppslagsbok andra upplagan 1947–1955: Nävelsjö socken
2. 1 2  Harlén, Hans; Harlén Eivy (2003). Sverige från A till Ö: geografisk-historisk uppslagsbok. Stockholm: Kommentus. Libris 9337075. ISBN 91-7345-139-8
3. ↑  Administrativ historik för Nävelsjö socken (Klicka på församlingsposten). Källa: Nationella arkivdatabasen, Riksarkivet.
4. ↑  Indelta soldater, torp och rotar i Jönköpings län Arkiverad 24 januari 2012 hämtat från the Wayback Machine. Jönköpingsbygdens Genealogiska Förening
5. 1 2  Sjögren, Otto (1931). Sverige geografisk beskrivning del 2 Östergötlands, Jönköpings, Kronobergs, Kalmar och Gotlands län. Stockholm: Wahlström & Widstrand. Libris 9939
6. 1 2 3  Nationalencyklopedin
7. ↑  Fornlämningar, Statens historiska museum: Nävelsjö socken
8. ↑  Fornminnesregistret, Riksantikvarieämbetet: Nävelsjö socken Fornminnen i socknen erhålls på kartan genom att skriva in sockennamn (utan "socken") i "Ange geografiskt område"